# Montecalvoli

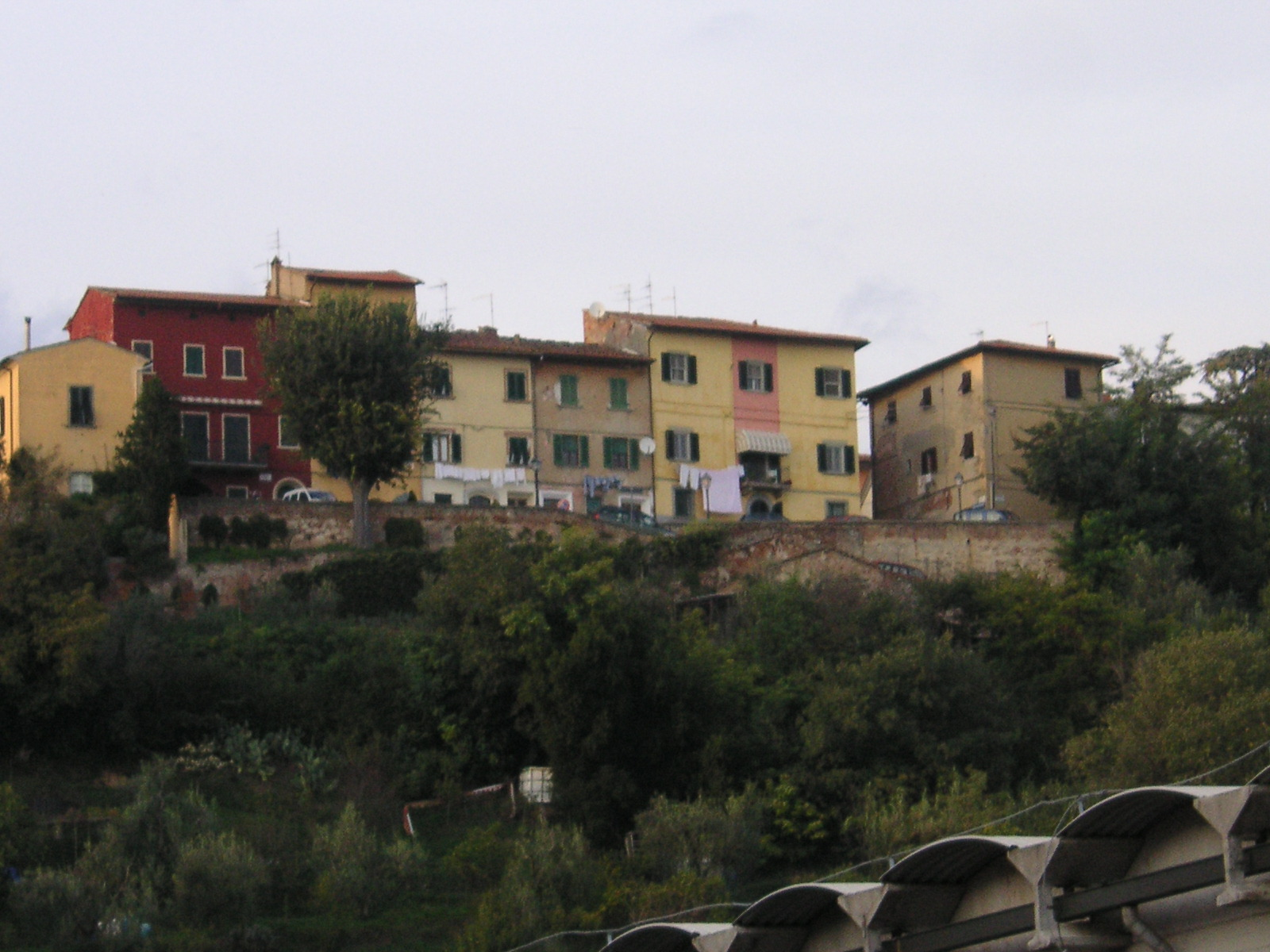
Montecalvoli (vista sud da via Francesca)

Montecalvoli (pronuncia: Montecàlvoli) è una frazione del comune italiano di Santa Maria a Monte, nella provincia di Pisa, in Toscana.

## Geografia fisica
Il suo territorio è quello tipico del Valdarno Inferiore. Il paese, posto sul colle, comprende le due vallate verso nord e verso sud. Confina con il comune di Pontedera, Calcinaia e Bientina; mentre, all'interno del comune di Santa Maria a Monte, confina con il capoluogo stesso e con i territori delle frazioni di Ponticelli e San Donato.

## Storia
Montecalvoli, per la sua collocazione geografica, ha assolto fino dall'antichità importanti funzioni militari e strategiche; per questo il possesso del castello di Montecalvoli ha costituito per tutto il Medioevo un obiettivo primario per le principali città della attuale Toscana occidentale. La storia del paese è quasi interamente incentrata sul continuo alternarsi di Fiorentini, Pisani e Lucchesi. Il toponimo lo si vuol derivare, molto probabilmente, dal colle su cui sorge; una collina, evidentemente, priva di vegetazione: da qui Monte Calvo. Ancora più anticamente il borgo si chiamava Nottuno, anche se l'origine di tale denominazione è sconosciuta.
La più antica traccia della storia di Montecalvoli riguarda la sua chiesa di San Giorgio di Nottuno, consacrata dal vescovo di Lucca nel 728. I vescovi di Lucca per molto tempo ebbero potere sul castello di Montecalvoli; tuttavia è da ritenere che tale potere fosse esercitato più che altro di fatto, in quanto il borgo ed il castello erano quasi certamente sotto la giurisdizione civile del comune di Lucca, dal momento che esiste una delibera del 1258 degli Anziani di quello Stato, nella quale venne deliberato di gravare di un contributo straordinario tutti i paesi del Valdarno Inferiore, proprio per sopperire alle spese per la ricostruzione del castello di Montecalvoli. Intorno al 1200, quando era ancora sotto il dominio di Lucca, Montecalvoli fu teatro di uno scontro tra le truppe lucchesi, mosse alla conquista di Pontedera, ed una guarnigione composta dai cittadini di Calcinaia e Vico. I Lucchesi furono sconfitti e questo evento non fu che il preludio a quanto sarebbe accaduto pochi anni più tardi. Nel 1261, infatti, dopo la vittoria di Montaperti, i ghibellini di Toscana, al comando del conte Guido Novello, conquistarono Montecalvoli e la rocca di Santa Maria a Monte, sottoponendo poi entrambe all'autorità di Pisa.
Nel 1314 i Fiorentini, dopo due tentativi vani, si impadronirono di Montecalvoli, ma nel medesimo anno il castello fu riconquistato dai Pisani, al comando di Uguccione della Faggiola, e sotto Pisa rimase finché non dovette essere ceduto a Castruccio Castracani nel 1328. Tuttavia i Pisani, che vedevano in Montecalvoli un elemento fondamentale per il controllo della zona, ritornarono in possesso del borgo del castello dopo la pace di Montopoli dell'agosto del 1328, però con l'impegno che nessun cittadino di Pisa potesse avervi ingerenze e proprietà, poiché Montecalvoli sarebbe dovuto rimanere sotto il diretto controllo dei Fiorentini. Gli abitanti del borgo, però, di li a pochi anni, mostrarono sempre più chiaramente di optare per il dominio fiorentino, in considerazione anche del declinare della potenza pisana. Nel 1406 la comunità si consegnò spontaneamente ai Fiorentini.
Con la denominazione fiorentina le vicende di Montecalvoli si allinearono con quelle di Santa Maria a Monte, sebbene il paese abbia costituito una comunità a parte con propri organismi amministrativi fino al 1869, allorché venne aggregato amministrativamente all'attuale capoluogo. Nel 1926 Montecalvoli seguì le sorti di Santa Maria a Monte, sottratta alla provincia di Firenze ed entrata a far parte di quella di Pisa.

## Monumenti e luoghi d'interesse
- Chiesa dei Santi Giorgio e Jacopo
- Chiesa di San Giorgio martire
- Cappella della Misericordia

## Geografia antropica
Il paese di Montecalvoli è suddiviso prettamente in due zone:
- Montecalvoli Alto è la parte "antica" del paese, che contiene il centro storico e la chiesa. È chiamata così per la sua posizione sul colle di Montecalvoli e nelle giornate di sole si riesce a vedere addirittura a 10 km di distanza.

- Montecalvoli Basso è la parte "moderna" del paese, dove si trovano negozi e bar; la maggior parte della popolazione abita in questa zona, dove le abitazioni si estendono fino al confine con Santa Maria a Monte.

Ad oggi tuttavia la suddivisione è perlopiù rimasta nella storia e nella tradizione locale. Attualmente l'unico toponimo esistente a livello amministrativo-territoriale è infatti quello di "Montecalvoli", frazione del Comune di Santa Maria a Monte.

## Sport
Nel calcio a cinque il Montecalvoli ha raggiunto competizioni di livello nazionale. Nella stagione 2015-16 ha partecipato ai campionati Juniores, Under 21 e Serie C1 (massima categoria regionale), vincendo il campionato e la Coppa Toscana. Dalla Stagione 2016-17 la società ASD Montecalvoli Calcio a 5 ha ottenuto un ottimo 7º posto in Serie B FIGC Girone C, ottenendo la salvezza anticipata e qualificandosi ai sedicesimi di Coppa Italia (eliminata dal Lido di Ostia). 
La frazione è stata sede della società calcistica Santa Maria a Monte Montecalvoli A.S.D., nata nel 2006 dalla fusione tra le due principali società del comune, che fino al stagione 2011-12 ha militato in Eccellenza Toscana, massimo campionato regionale. In seguito è retrocessa in Promozione. 
L'unica e vera propria squadra del paese è la squadra amatoriale dell'Atletico Montecalvoli.  
Nella stagione 2022-23, l'Atletico Montecalvoli milita nella seconda serie del campionato amatoriale locale Uisp. 
Il paese di Montecalvoli è stato peraltro teatro di manifestazioni sportive-folkloristiche, anche se piuttosto risalenti nel tempo. Tra le tante, si ricordano un paio di edizioni del cosiddetto "Palio dei Ciui" ed un'unica edizione della cosiddetta "Corsa delle Vasche", evento fonte di alcune scaramucce paesane che ne hanno decretato la successiva ed immediata abolizione. 
Ben più consolidata è invece la stagione estiva di danza che si svolge nel piazzale del circolo locale, alle cui serate accorrono numerosi paesani ed abitanti dei comuni limitrofi.